# Wojna birmańsko-syjamska (1759–1760)
Wojna birmańsko-syjamska (1759–1760) (birm. ယိုးဒယား-မြန်မာစစ် (၁၇၅၉–၁၇၆၀); taj. สงครามพม่า-สยาม) (พ.ศ. 2302–2303) – pierwszy konflikt zbrojny pomiędzy birmańską dynastią Konbaung, a syjamską dynastią Ban Phlu Luang. Rozpalił on na nowo trwające od wieków walki pomiędzy obydwoma państwami, tak że ciągnęły się one przez jeszcze jedno stulecie. Birmańczycy byli bliscy ostatecznego zwycięstwa, gdy nagle odstąpili od oblężenia Ayutthayi z powodu choroby ich króla Alaungpayi. Król umarł trzy tygodnie później, co zakończyło działania wojenne.
Casu belli była chęć sprawowania kontroli nad wybrzeżem Taninthayi i odbywającym się na nim handlem oraz wspieranie przez Syjam etnicznych buntów Monów na obszarze upadłego królestwa Hanthawaddy. Jednym z celów założonej dopiero co dynastii Konbaung było przywrócenie birmańskiej władzy nad północną częścią wybrzeża Taninthayi (teren obecnego stanu Mon), gdzie Syjam rozlokował swoje oddziały i udzielał wsparcia mońskim rebeliantom. Syjamczycy odrzucili birmańskie żądanie wydania przywódców mońskiego buntu lub powstrzymania ich od wkraczania na terytorium, które Birmańczycy uznawali za własne.
Wojna rozpoczęła się w grudniu 1759 r., kiedy 40.000 dowodzonych przez Alaungpayę i jego syna Hsinbyushina birmańskich żołnierzy najechało wybrzeże Taninthayi od strony Martabanu. Ich plan zakładał obejście silnie bronionych pozycji syjamskich rozlokowanych wzdłuż krótszych, prostszych tras. Siły inwazyjne przełamały względnie słabą syjamską obronę na wybrzeżu, przeszły przez Góry Taninthayi docierając do brzegu Zatoki Tajlandzkiej i skierowały się na północ w kierunku Ayutthayi. Zaskoczeni Syjamczycy rzucili się na spotkanie z birmańską armią na południu tworząc punkty zażartego oporu na drodze do Ayutthayi. Jednak rozgrzane walką siły birmańskie pokonały przewyższającą je liczebnie syjamską obronę i 11 kwietnia 1760 r. osiągnęły przedmieścia syjamskiej stolicy. Ale po zaledwie pięciu dniach oblężenia birmański król nagle zachorował i dowództwo jego armii zdecydowało o wycofaniu się. Skuteczne działania straży tylnej dowodzonej przez gen. Minkhaung Nawrahtę umożliwiły uporządkowany odwrót.
Wojna nie została w pełni rozstrzygnięta. Chociaż Birmańczycy odzyskali władzę nad północną częścią wybrzeża do wysokości Tawè, jednak nie wyeliminowali zagrożeń dla swych posiadłości na obszarach peryferyjnych, które pozostały niestabilne. Byli oni zmuszeni do radzenia sobie ze wspieranymi przez Syjam etnicznymi buntami na wybrzeżu (1762, 1764) i w Lanna (1761–1763). W rezultacie Birmańczycy dokonali kolejnego najazdu w roku 1765 i zakończyli czterechsetletnie istnienie królestwa Ayutthaya w roku 1767.

## Tło konfliktu

### Wybrzeże Taninthayi do roku 1740
Władza nad wybrzeżem Taninthayi (obecnie stan Mon i prowincja Taninthayi w Mjanmie) podzielona była na początku XVIII w. pomiędzy Birmę a Syjam, przy czym Birmańczycy kontrolowali jego część sięgającą na południu do Tawè, a Syjamczycy część pozostałą. Z biegiem wieków obydwa królestwa dochodziły swych praw do całości wybrzeża (Syjamczycy do Martabanu, a Birmańczycy do Phuket), a kontrola nad nim przechodziła z rąk do rąk. Birmańska dynastia Pagan władała całym wybrzeżem do roku 1287. Z kolei w XIV w. i XVI w. większość wybrzeża kontrolowały królestwa syjamskie (najpierw Sukhothai, później Ayutthaya), docierając ze swą władzą nieco na południe od współczesnego Mulmejn. W połowie XVI w. Birmańczycy pod wodzą królów z dynastii Taungngu, Tabinshwehtiego i Bayinnaunga, próbowali odzyskać wybrzeże, najpierw ponosząc porażkę w roku 1548, a ostatecznie wygrywając w roku 1564, kiedy to po raz pierwszy podbili Syjam. Syjamczycy podnieśli bunt w 1584 r. i pod wodzą króla Naresuana odzyskali południową część wybrzeża w 1593 r., a całość wybrzeża w 1594 r. Birmańczycy przejęli ponownie kontrolę nad północną częścią wybrzeża sięgającą do Tawè w 1615 r., nie udało im się jednak odzyskać reszty.
Taka sytuacja utrzymywała się do roku 1740 (pomimo że Syjamczycy próbowali nieskutecznie przejąć kontrolę nad północną częścią wybrzeża w latach 1662–1665). W tym okresie Myeik nad Morzem Andamańskim było głównym portem Syjamu, poprzez który odbywał się handel z Indiami i Zachodem.

### Wojna domowa w Birmie (1740–1757)

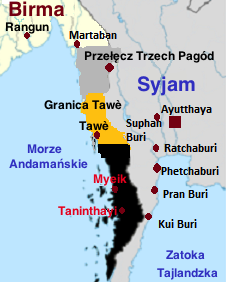
Wybrzeże Taninthayi przed wybuchem wojny birmańsko-syjamskiej (1759-1760); spór dotyczył granicy Tawè

W 1740 r. Monowie z Dolnej Birmy zbuntowali się przeciw dynastii Toungoo i stworzyli Odrodzone Królestwo Hanthawaddy ze stolicą w Pegu. W latach 40. XVIII w. siły Hanthawaddy kilkukrotnie pokonały wysyłane z Górnej Birmy armie Toungoo. Syjamczycy byli zaniepokojeni pojawieniem się kolejnego rosnącego w siłę ośrodka władzy w Birmie ponieważ w przeszłości wzrost siły Birmy oznaczał zawsze przyszłe najazdy na Syjam (w końcu, to mający siedzibę w Pegu królowie dynastii Toungoo zaatakowali w XVI w. Syjam po wcześniejszym podbiciu Górnej Birmy). Zatroskany dwór syjamski chętnie udzielił ochrony zbiegłym do Syjamu birmańskim gubernatorom Martabanu i Tawè. W 1745 r. Syjamczycy wysłali do Ava z zadaniem oceny tamtejszej sytuacji politycznej misję dyplomatyczną, która została przyjęta przez birmańskiego króla Mahadhammarazę Dipadiego. Oczom syjamskich dyplomatów ukazał się dwór Ava trzymający się resztkami sił. W 1751 r. siły Odrodzonego Królestwa Hanthawaddy zbliżały się już do samej stolicy dynastii Toungoo – Ava. Obawy Syjamczyków przed powstaniem nowej silnej dynastii w Pegu zaczęły się materializować.
W 1751 r. Syjamczycy zdecydowali się na przesunięcie swojej wysuniętej bazy w kierunku północnego wybrzeża, być może traktując to jako środek zapobiegawczy (mogło to być też zwyczajne wykorzystanie sytuacji, w której armie Odrodzonego Królestwa Hanthawaddy były głęboko zaangażowane w Górnej Birmie, do zagarnięcia nowych terenów). Chociaż nie jest jasne, czy Syjam planował kiedykolwiek (lub czy posiadał ku temu militarną zdolność) sięgnięcie poza wybrzeże, ku terenom Dolnej Birmy, jego akcja została potraktowana w Pegu jako dzwon alarmowy. Głęboko zaniepokojeni przywódcy Hanthawaddy wycofali dwie trzecie swoich sił do Dolnej Birmy wkrótce po obaleniu ostatniego króla z dynastii Toungoo w kwietniu 1752 r.
To przemieszczenie wojsk Hanthawaddy stało się punktem zwrotnym w historii Birmy, gdyż zapewniło powstającym w Górnej Birmie grupom oporu więcej potrzebnej im przestrzeni. Dowództwo armii Hanthawaddy pozostawiło w Górnej Birmie mniej niż 10.000 ludzi z zadaniem pacyfikacji całego tego regionu (historycy twierdzą, że było to przedsięwzięcie przedwczesne wskazując, że syjamskie zagrożenie nigdy nie było równie poważne, jak możliwość wyrośnięcia nowej potęgi w Górnej Birmie, która była tradycyjnym ośrodkiem siły politycznej w Birmie). Wykorzystując słabość sił Hanthawaddy jedna z grup oporu, dowodzona przez przyszłego założyciela dynastii Konbaung Alaungpayę, wyparła je z Górnej Birmy w maju 1754 r. Armie Konbaung najechały Dolną Birmę w 1755 r. i zajęły Pegu w 1757 r., kończąc w ten sposób 17-letnie istnienie mońskiego królestwa.

### Zmiana polityki syjamskiej i wsparcie dla mońskiego oporu
Sytuacja, której obawiali się Syjamczycy – powstanie potężnej siły w Birmie – ziściła się, chociaż nie w postaci Odrodzonego Królestwa Hanthawaddy, jak się tego spodziewali, ale jako dynastia Konbaung w Górnej Birmie. (Jak na ironię, Syjamczycy byli częściowo odpowiedzialni za początkowy sukces Konbaung, gdyż ich okupacja północnej części wybrzeża spowodowała przesunięcie głównej części wojsk Hanthawaddy na południe.) Dokonując zwrotu w polityce, zaczęli oni teraz aktywnie wspierać mońskie grupy oporu działające ciągle wzdłuż północnego wybrzeża, gdzie władza Birmańczyków była nadal jedynie nominalna.
Po splądrowaniu Pegu w 1757 r., gubernatorzy Martabanu i Tawè dla uniknięcia podobnego losu zapłacili Alaungpayi daninę. (Gubernator Tawè zapłacił daninę podwójną, ale później został stracony.) Podczas gdy Birmańczycy rościli sobie teraz pretensje do północnej części wybrzeża Taninthayi sięgającej aż do Tawè, ich władza nad Dolną Birmą była nadal słaba, szczególnie w najbardziej na południe wysuniętej części wybrzeża, gdzie miała w dużej mierze charakter jedynie nominalny. I rzeczywiście, gdy w 1758 r. armie Konbaung powróciły na północ by wziąć udział w ekspedycjach w Manipurze i północnych państwach Szanów, Monowie z Dolnej Birmy wzniecili rebelię.
Początkowo buntownicy odnieśli sukces wypędzając birmańskiego gubernatora z Pegu. Ostatecznie jednak rebelia została stłumiona przez miejscowe birmańskie garnizony. Przywódcy mońskiego buntu wraz ze swym otoczeniem zbiegli na pozostające pod władzą Syjamu wybrzeże Taninthayi, gdzie nadal pozostawali aktywni. Granica stała się sceną ciągłych najazdów i wypraw odwetowych.

### Casus belli
Troską Alaungpayi pozostawał ciągły napływ mońskich rebeliantów na terytoria kontrolowane przez Syjam, gdyż był on przekonany, że Monowie zawsze będą spiskować by wzniecać bunty i wreszcie odbić Dolną Birmę. (Obawy te okazały się uzasadnione. Monowie wzniecili kilka rebelii w latach 1758, 1762, 1774, 1783, 1792 oraz 1824–1826. Po każdym stłumionym buncie przybywało Monów na terytorium Syjamu.) Dlatego zażądał on od Syjamczyków, by przerwali wspieranie zbuntowanych Monów, wydali ich przywódców i zaprzestali wkraczania na teren północnej części wybrzeża, którą Alaungpaya uważał za terytorium birmańskie. Król Syjamu – Ekkathat – odmówił spełnienia birmańskich żądań i zamiast tego zaczął przygotowywać się do wojny.
Chociaż historycy generalnie zgadzają się, że syjamskie wsparcie dla mońskich rebeliantów i ich granicznych najazdów było niejaką przyczyną wojny, nie są oni zgodni co do innych, ukrytych motywów. Niektórzy historycy Birmy z okresu brytyjskiej ery kolonialnej (Arthur Phayre, G.E. Harvey) stanowczo umniejszali znaczenie wymienionych wyżej przyczyn jako „pretekstów” i sugerowali, że głównym powodem wojny było żywione przez Alaungpayę pragnienie odbudowy imperium Bayinnaunga (które obejmowało Syjam). David Wyatt, historyk specjalizujący się w historii Tajów, przyznaje, że Alaungpaya mógł obawiać się „wsparcia Ayutthayi dla prób odrodzenia Królestwa Pegu”, ale dodaje, iż król ten, „ewidentnie dość nieokrzesany człowiek z prowincji mający skąpe doświadczenie w rządzeniu państwem, robił po prostu dalej to, co jak udowodnił wcześniej, umiał robić najlepiej: prowadził armie do walki”.
Jednak birmański historyk Htin Aung ripostuje zdecydowanie, iż ich analizy w dużym stopniu nie doceniają rzeczywistej obawy Alaungpayi o jego ciągle świeżą i niestabilną władzę nad Dolną Birmą oraz faktu, że Alaungpaya nigdy nie najechał Arakanu, gdyż Arakańczycy nie okazywali mu wrogości, mimo że południowoarakańskie Thandwe zapłaciło mu w 1755 r. daninę. Thant Myint-U wskazuje też, że długotrwała syjamska polityka utrzymywania „bufora przeciwko ich prastarym wrogom Birmańczykom” przetrwała aż do czasów współczesnych, kiedy to rodzinom przywódców birmańskich powstańców pozwala się mieszkać w Tajlandii, a powstańcze armie mają wolną rękę w kupowaniu broni, amunicji i innego ekwipunku.
Późniejsi historycy zachodni przedstawiają nieco bardziej wyważony pogląd. D.G.E Hall pisze, że „przewlekłe najazdy” Syjamczyków i mońskich rebeliantów „same w sobie zapewniłyby wystarczający casum belli”, choć dodaje zaraz „monarsze niezdolnemu do przejścia w stan pokojowej egzystencji”. Steinberg i wsp. zgadza się, że casus belli wyrósł z lokalnej rebelii w Tawè, w którą, jak uważano, wmieszani byli Syjamczycy. Ostatnio Helen James stwierdziła, że Alaungpaya chciał prawdopodobnie przechwycić syjamski handel odbywający się w poprzek półwyspu, przyznając jednocześnie, iż jego „uzupełniającą motywacją” była chęć powstrzymania syjamskich ataków oraz wsparcia Syjamu dla Monów.

## Wstęp do wojny

### Syjamski plan działań
W 1758 r., w chwili śmierci króla Borommakota, Ayutthaya była najbogatszym miastem kontynentalnej części Azji Południowo-wschodniej. Po krótkich walkach o następstwo tronu, kolejnym królem został jeden z synów Borommakota, Ekkathat, podczas gdy inny syn, Uthumphon, porzucił tron by zostać mnichem. Jako król, musiał Ekkathat stawić czoła pozostawionemu przez ojca rozwojowi sytuacji na zachodzie. Odrzucił on żądania Alaungpayi i zaczął przygotowywać się do wojny.
Syjamski plan działań miał charakter defensywny. Ekkathat poprawił zdolności obronne Ayutthayi i przygotował pozycje obronne wzdłuż tras, którymi podążały wcześniejsze najazdy birmańskie. Główne siły syjamskie zostały skoncentrowane przy zachodnich podejściach do Ayutthayi. (Wcześniejsze birmańskie najazdy dokonywały się zawsze przez Przełęcz Trzech Pagód na zachodzie, a czasem także przez Chiang Mai na północy.) Zgromadzone przez Ekkathatę siły broniące Ayutthayi obejmowały też niewielką liczbę obsadzonych przez Holendrów okrętów wojennych oraz kilka łodzi wojennych z zamontowanymi armatami, z cudzoziemskimi załogami („feringhis and Mahomedans”). W celu ochrony wybrzeża i Zatoki Tajlandzkiej stworzył on dwie mniejsze armie, mając łącznie pod bronią 20 regimentów (27.000 pieszych, 1300 konnych i 500 słoni). Z tej liczby tylko 7.000 pieszych i 300 konnych zostało rozlokowanych na samym wybrzeżu Taninthayi.
Ekkathat poprosił swego brata i dawnego rywala Uthumphona o porzucenie klasztoru i uczynił go głównodowodzącym.

### Birmański plan działań
Także Birmańczycy zaczęli gromadzić siły inwazyjne, rozpoczynając tę akcję podczas obchodów Nowego Roku w kwietniu 1759 r. i zbierając żołnierzy z całej Górnej Birmy, w tym także z niedawno podbitych północnych państw Szanów i Manipuru. Pod koniec 1759 r. Alaungpaya zgromadził w Rangunie siły liczące 40 regimentów (40.000 ludzi, w tym 3000 konnych). Z 3000 konnych, 2000 stanowili jeźdźcy manipurscy (ang. „Cassay Horse”), którzy zostali niedawno wcieleni pod przymusem do służby u Alaungpayi po podbiciu przez niego Manipuru w 1758 r.
Birmański plan wojny polegał na obejściu silnie bronionych pozycji syjamskich rozlokowanych wzdłuż korytarza Przełęcz Trzech Pagód – Ayutthaya. Birmańczycy wybrali trasę dłuższą, ale słabiej bronioną: marsz na południe do Taninthayi, przejście przez Góry Taninthayi do Zatoki Tajlandzkiej i zwrócenie się na północ ku Ayutthayi. W tym celu Birmańczycy zebrali flotę 300 okrętów, których zadaniem było przetransportowanie części ich sił bezpośrednio na wybrzeże Taninthayi.
Alaungpaya miał osobiście dowodzić inwazją, a jego drugi syn – Hsinbyushin – miał być zastępcą. Pierwszy syn Alaungpayi – Naungdawgyi – pozostał w domu by administrować krajem. (Każdy z dwóch pozostałych synów Alaungpayi, 14-letni Bodawpaya i 16-letni Amyint Mintha, miał dowodzić małym batalionem) Król dysponował także swoimi najlepszymi generałami, wśród nich m.in. Minkhaungiem Nawrahtą, który podobnie jak całe birmańskie dowództwo mógł się pochwalić bogatym doświadczeniem wojennym. Niektórzy członkowie dworu doradzali królowi, by stanął z tyłu i pozwolił Hsinbyushinowi dowodzić całą operacją, jednak król te sugestie odrzucił

## Wojna

### Pierwsze starcia
Według birmańskich kronik, do pierwszych starć tej wojny doszło pod koniec pory monsunowej na granicy Tawè. 20 września 1759 (15. dzień Ubywania Księżyca miesiąca Tawthalin 1121 ME), Alaungpaya został poinformowany o syjamskich atakach na birmańską żeglugę wokół Tawè i powtarzających się nadal przypadkach przekraczania granicy Tawè przez syjamskie wojsko. Oczywiście, równie dobrze mogło to być jedynie usprawiedliwienie dla birmańskich działań, jak i faktycznie podejmowane przez Syjamczyków nawet wówczas próby zwiększenia północnego zasięgu swojej kontroli.

### Działania na wybrzeżu Taninthayi
21 grudnia 1759 r. (3. dzień Przybywania Księżyca miesiąca Pyatho 1121 ME) Alaungpaya wraz ze swą armią wymaszerował z Rangunu do Martabanu na granicy królestwa. W Martabanie, zamiast obrać zwykłą trasę przez Przełęcz Trzech Pagód, Birmańczycy zwrócili się na południe ku Tawè, z Hsinbyushinem na czele straży przedniej w składzie 6 regimentów (5000 pieszych, 500 konnych). Tawè zostało z łatwością zajęte, a jego nieszczęsny gubernator, rozdzierany między dwiema większymi potęgami i płacący podwójną daninę, został stracony. Siły birmańskie zatrzymały się na trzy dni oczekując na przybycie reszty armii drogą lądową i morską. Następnie birmańska armia ruszyła na południe do Myeik i bez trudu pokonała znacznie mniej liczne siły syjamskie składające się z 7.000 pieszych i 300 konnych. W ciągu mniej niż 2 tygodni wojny Birmańczycy zdobyli zarówno Myeik, jak i miasto Taninthayi i rozciągnęli swą władzę na całe wybrzeże Taninthayi.

### Działania na wybrzeżu Zatoki Tajlandzkiej
Wiedząc, że główne siły syjamskie będą przemieszczać się na południe, na spotkanie z jego armiami, Alaungpaya nie zatrzymał się. Birmańskie wojsko ruszyło szybko na wschód, przeszło przez Góry Taninthayi i dotarło do dzisiejszej prowincji Prachuap Khiri Khan na wybrzeżu Zatoki Tajlandzkiej. Obrona południowej flanki przypadła armii syjamskiej składającej się z 20.000 pieszych, 1000 konnych i 200 słoni oraz, dodatkowo, z liczącej 7.000 ludzi armii wycofanej z wybrzeża Taninthayi. Podobnie, ze względu na nieznaczny syjamski opór na wybrzeżu, licząca 40.000 armia birmańska pozostawała nadal w dużym stopniu nietknięta, choć została przez Zatokę ściśnięta na wąskim pasku wybrzeża.
Syjamska obrona spotkała się z birmańską armią inwazyjną pod Kui Buri, ale została zmuszona do wycofania się. Birmańczycy zajęli także Pranburi. Jednak postęp ich marszu ku Ayutthayi został znacznie spowolniony ze względu na tężejący opór syjamskiej obrony. Syjamczycy wzmocnili front południowy siłami lądowymi i morskimi tak, że liczebność ich armii osiągnęła tam 60.000 ludzi i 4.000 armat. Armaty używane przez siły lądowe zostały umieszczone na wozach i słoniach, podczas gdy działa sił morskich zamontowano na łodziach bojowych. W ciągu następnych 2 miesięcy (luty i marzec 1760 r.) zaprawione w walce siły birmańskie zlikwidowały kilka punktów zażartego oporu Syjamczyków i zdobyły Phetchaburi oraz Ratchaburi.

### Bitwa pod Suphanburi
Zdobywając Ratchaburi pod koniec marca 1760 r. (początek miesiąca Tagu 1121 ME) Birmańczycy wydostali się wreszcie z wąskiego przesmyku i zyskali dostęp do głównej, lądowej części Syjamu. Ponieważ armia inwazyjna zbliżała się do Ayutthayi, siły syjamskie, które poniosły już ciężkie straty w ludziach, armatach i amunicji, stworzyły następną pozycję obronną w Suphanburi, zaraz na zachód od stolicy. Siły obrońców składały się z 33.000 ludzi (w tym 3.000 konnych), a ich zadaniem było powstrzymanie Birmańczyków przed przekroczeniem rzeki oddzielającej Ayutthayę od Suphanburi. Birmańczycy przypuścili atak na silnie ufortyfikowane pozycje syjamskie w szyku trzech kolumn, prowadzonych przez Hsinbyushina w środku oraz generałów Minkhaunga Nawrahtę i Minhlę Thiriego na flankach. Ponieśli oni ciężkie straty, ale ostatecznie odnieśli zwycięstwo biorąc do niewoli pięciu starszych dowódców syjamskich i ich słonie bojowe.

### Oblężenie Ayutthayi

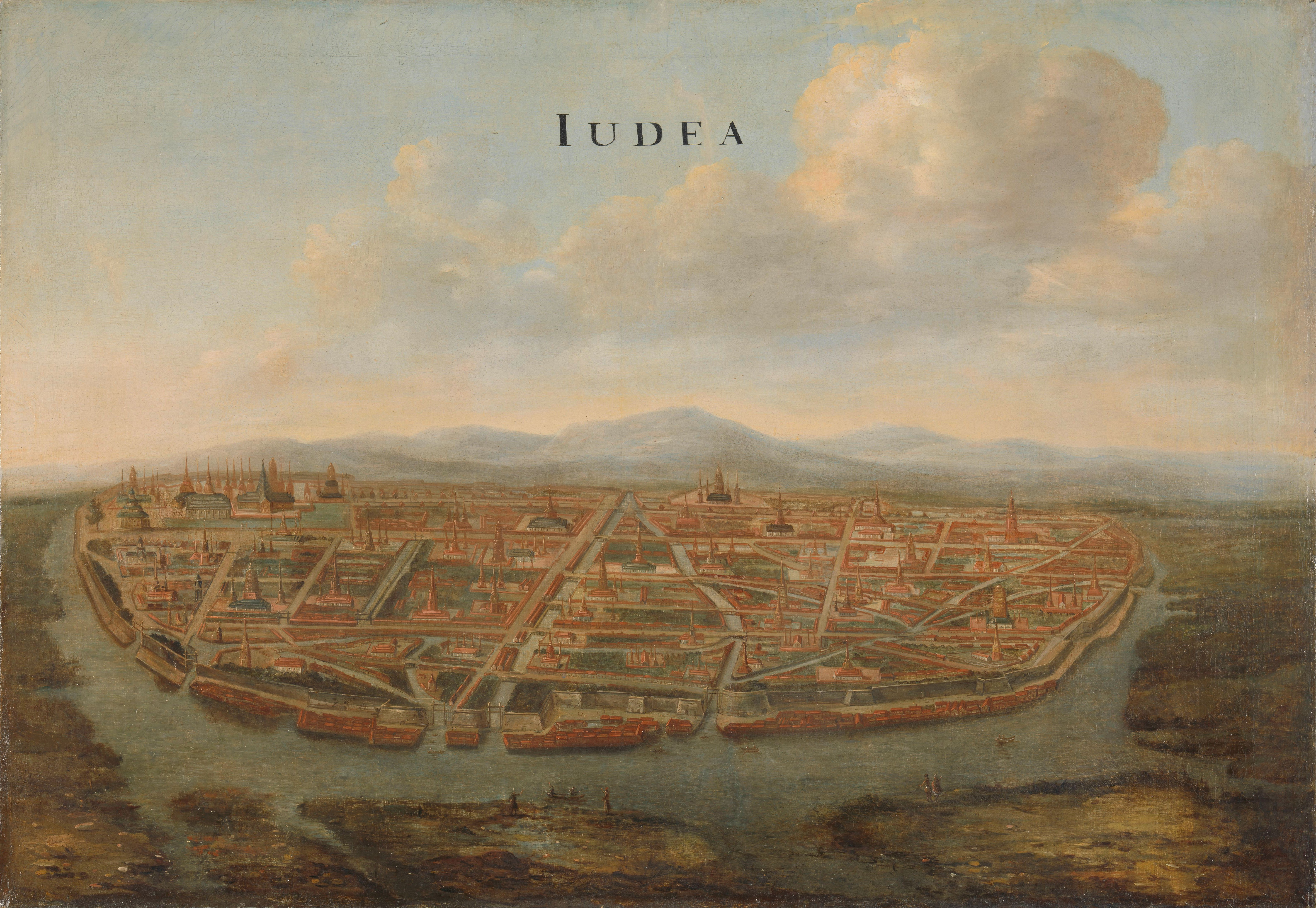
City of Ayutthaya

Pomimo ciężkich strat pod Suphanburi, armia Birmańska musiała nadal maszerować w kierunku Ayutthayi. Wojsko nie mogło odpocząć, gdyż za nieco ponad miesiąc miała się rozpocząć pora monsunowa. Ponieważ Ayutthaya otoczona była przez kilka rzek, rozpoczęcie oblężenia w sezonie deszczów byłoby trudnym zadaniem. Cały teren znalazłby się pod wodą. Połowa pozostałych sił birmańskich została powalona przez dyzenterię, a sam Alaungpaya także nie czuł się dobrze.
Niemniej jednak 11 kwietnia 1760 r. Birmańczycy przybyli w okolice Ayutthayi. Na spotkanie najeźdźców Syjamczycy wysłali nową armię w liczbie 15.000 ludzi. jednak siła ta, utworzona prawdopodobnie ze świeżych poborowych, została szybko pobita przez zaprawioną w bojach armię birmańską, choć nie dysponowała już ona swoją pełną siłą. Aby uniknąć długotrwałego oblężenia birmański król posłał do miasta swoich wysłanników, wzywając króla Syjamu do poddania się i obiecując, iż nie zostanie on pozbawiony tronu. Ekkathat wysłał swoich własnych posłów z zadaniem układania się, jednak warunki Alaungpayi okazały się dla niego niemożliwe do zaakceptowania i negocjacje zostały całkowicie zerwane. Poczynając od 14 kwietnia, dnia obchodów birmańskiego i syjamskiego Nowego Roku, Birmańczycy rozpoczęli ostrzał samego miasta trwający przez następne trzy dni.
Jednak zdrowie birmańskiego króla gwałtownie się pogarszało. Cierpiał on albo na dyzenterię albo na skrofulozę. (Według źródeł syjamskich został on ranny na skutek wybuchu pocisku, gdy osobiście nadzorował ustawianie baterii armat, jednak źródła birmańskie twierdzą stanowczo, że zachorował na dyzeneterię. Birmańscy kronikarze nie mieliby powodu ukrywać prawdę, gdyż śmierć od ran otrzymanych na polu walki byłaby dla króla Birmy o wiele bardziej chwalebna, od spowodowanej pospolitą przypadłością. Co więcej, gdyby został on ranny przed oczami całej armii, wszyscy żołnierze by o tym wiedzieli, co stałoby się przyczyną zamieszania.)

### Straż tylna
Birmańskie dowództwo utrzymało poważną chorobę Alaungpayi w tajemnicy i zarządziło generalny odwrót uzasadniając to jego niedyspozycją. Król obdarzył swojego przyjaciela z dzieciństwa, Minkhaunga Nawrahtę, zaszczytem dowodzenia strażą tylną. W jej skład weszły wyborowe oddziały – 500 konnych oraz 6000 pieszych, z których każdy uzbrojony był w muszkiet. Minkhaung Nawrahta rozwinął swoje siły i czekał. Dopiero po dwóch dniach Syjamczycy zdali sobie sprawę, że główne siły birmańskiej armii wycofały się. Naprzeciw Birmańczyków stanęła wówczas cała syjamska armia. Żołnierze Minkhaunga obserwowali zamykający się wokół nich krąg wrogich wojsk i obawiając się okrążenia prosili generała o zgodę na dalszą walkę. On jednak rzekł: „Przyjaciele, bezpieczeństwo naszego Króla zależy od naszego zachowania. Nie opierajmy się dalej, aby odgłosy wystrzałów nie przerwały jego snu.” Pod jego dowództwem siły birmańskie wycofały się zachowując porządek i zbierając po drodze maruderów.

### Śmierć Alaungpayi i koniec wojny
Alaungpaya umarł 11 maja 1760 r. w pobliżu Martabanu, po pospiesznej ewakuacji przez straż przednią armii. Wraz z jego śmiercią zakończeniu uległa też wojna.

## Wydarzenia po zakończeniu wojny
Po śmierci Alaungpayi nowy birmański król, Naungdawgyi, został uwikłany w kilka buntów, w tym ten wzniecony przez gen. Minkhaunga Nawrahtę, i nie mógł wznowić prowadzenia wojny.
Wojna nie została w pełni rozstrzygnięta. W stosunku do poniesionego wysiłku Birmańczycy osiągnęli niewiele z zamierzonych celów. Syjam pozostał istotną przeszkodą dla ustabilizowania sytuacji w peryferyjnych regionach Birmy. W następnych latach Syjam kontynuował udzielanie pomocy mońskim rebeliantom na południu, którzy wzniecieli poważny bunt w 1762 r., oraz buntownikom z Lanna na północy (1761–1763). Jedynym twałym nabytkiem terytorialnym Birmańczyków była północna część wybrzeża Taninthayi, do której rościli uprzednio jedynie nominalne pretensje (w 1761 r. Syjamczycy odzyskali południową część wybrzeża do wysokości Myeik). Chociaż syjamscy żołnierze przestali otwarcie przekraczać granicę, mońscy rebelianci nadal działali z terytorium kontrolowanego przez Syjam. W 1764 r. moński gubernator Tawè, którego na to stanowisko powołał Alaungpaya zaledwie cztery lata wcześniej, wzniecił bunt, który został stłumiony w listopadzie 1764 r. Podobnie, niepokoje w Lanna wybuchły na nowo wkrótce po opuszczeniu tego regionu przez armię birmańską w lutym 1764 r., co zmusiło ją do powrotu jeszcze w tym samym roku. Nierozstrzygnięty charakter konfliktu doprowadzi w roku 1765 do następnej wojny.

## Analiza
Sukces Birmańczyków, jakim było dotarcie do Ayutthayi, przypisywany jest zwykle ich strategii polegającej na obejściu syjamskich punktów oporu rozmieszczonych wzdłuż tradycyjnych tras najazdów. Nie jest jednak jasne, czy był to powód najważniejszy. Chociaż decyzja Birmańczyków, by najpierw zaatakować słabo bronione wybrzeże Taninthayi (tylko 7.000 żołnierzy) była właściwa, wkrótce po przemieszczeniu się na wybrzeże Zatoki Tajlandzkiej natknęli się na tężejący opór wojsk syjamskich. Choć początkowo Syjamczycy byli zaskoczeni trasą birmańskiego ataku, przegrupowali się i skierowali swoje główne siły na południe. W istocie, późniejsze walki nad Zatoką Tajlandzką były dla sił inwazyjnych kosztowne. Birmańskie kroniki podają, że Birmańczycy ponieśli poważne straty by wydostać się z wąskiego przesmyku nad Zatoką, choć donoszą one również o tym, że syjamskie straty w ludziach i amunicji były wyższe. (W istocie, Birmańczycy przekonali się, iż warunki geograficzne w wąskim przesmyku są dla sił przeprowadzających atak tak niekorzystne, że podczas kolejnego najazdu w roku 1765 powrócili do atakowania Ayutthayi bardziej bezpośrednimi drogami.)
Bardziej prawdopodobną przyczyną birmańskiego sukcesu może być to, że Birmańczycy, od 1740 r. walczący w kolejnych wojnach, byli o wiele bardziej zaprawieni w boju. Wszyscy ich dowódcy byli ludźmi zawdzięczającymi umiejętności wojskowe własnemu wysiłkowi („self-made military men”) i posiadającymi znaczne doświadczenie w walce. Z drugiej strony, nie jest jasne jakim doświadczeniem wojskowym dysponowali dowódcy czy żołnierze syjamscy, skoro Syjam od dłuższego czasu pozostawał w pokoju. Król Syjamu zmuszony był prosić swego brata o porzucenie klasztoru, by mógł on przewodzić armii. Brak doświadczenia wojskowego syjamskiego dowództwa wyjaśnia prawdopodobnie, dlaczego kolejne syjamskie punkty oporu, pomimo sprzyjających obronie warunków geograficznych oraz przewagi liczebnej, ulegały mniejszej, nie dysponującej pełną siła armii birmańskiej wzdłuż wybrzeża Zatoki Tajlandzkiej, jak też pod Suphanaburi i Ayutthayą. Podobnie, bez dobrego dowództwa skorzystanie z zagranicznych najemników nie wydawało się czynić znaczącej różnicy (Birmańczycy spalili okręty obsadzone przez załogi złożone z cudzoziemców).
Historia dowodzi, że w sytuacji gdy po obu stronach większość żołnierzy stanowią poborowi, dużą rolę odgrywa kwestia przywództwa. W ciągu następnych dziesięciu lat ci sami syjamscy poborowi kierowani przez bardziej utalentowanych dowódców dowiodą, że są równie groźni, jak pozostałe armie kontynentalnej części Azji Południowo-wschodniej i wyrównają swą „historyczną militarną niższość wobec Birmy”.

## Znaczenie wojny
Wojna oznaczała rozbudzenie militarnej konfrontacji obydwu królestw, która pozostawała w uśpieniu od roku 1665. Brak jednoznacznego rozstrzygnięcia wojny prowadzić będzie do kolejnych wojen wybuchających aż do roku 1854. Z punktu widzenia geopolityki, Birma zyskała solidniejszą, choć z pewnością jeszcze nie pełną, władzę nad wybrzeżem Taninthayi. Przesunięcie zasięgu władzy na południe miało jednak ważne znaczenie strategiczne: kolejny swój najazd w roku 1765 wyprowadzą Birmańczycy z Tawè, a nie jak w 1759 z Martabanu.